# Arles, Các đài kỷ niệm Romanesque và La Mã
Các đài kỷ niệm Romanesque và La Mã ở Arles là tập hợp các di tích nằm ở trung tâm thành phố Arles, miền nam nước Pháp đã được UNESCO công nhận là Di sản thế giới từ năm 1981.
Arles là một ví dụ tốt về sự thích nghi của một thành phố cổ với nền văn minh thời Trung cổ ở châu Âu. Thành phố có một số di tích La Mã ấn tượng, trong đó sớm nhất là đấu trường La Mã, nhà hát La Mã và các phòng trưng bày ngầm có niên đại từ thế kỷ 1 TCN. Trong thế kỷ thứ 4,Arles trải qua quãng thời gian vàng son thứ hai được chứng thực bởi các phòng tắm của Constantine và khu lăng mộ Alyscamps. Trong thế kỷ 11 và 12, Arles một lần nữa trở thành một trong những thành phố hấp dẫn nhất ở Địa Trung Hải. Trong các bức tường thành phố là Nhà thờ Thánh Trophime, là một trong những di tích điển hình của kiến trúc Romanesque.
Khu vực được công nhận Di sản thế giới có diện tích 65 ha bao gồm các công trình sau đây:
- Nhà hát La Mã Arles
- Nhà hát vòng tròn Arles
- Cryptoporticus và Hội trường La Mã
- Phòng tắm của Constantine
- Thành lũy căn cứ La Mã (Castrum)
- Lăng mộ Alyscamps
- Nhà thờ Thánh Trophime và tu viện của nó
- Sân bán nguyệt (Exedra) của Bảo tàng Arles